# Браун, Рита Мэй
Ри́та Мэй Бра́ун (англ. Rita Mae Brown, род. в 1944 году) — американская писательница, сценарист и публицист феминистской направленности, защитница прав лесбиянок. Наибольшую известность ей принёс роман «Гранатовые джунгли» (англ. «Rubyfruit Jungle»), написанный в жанре романа-воспитания в 1973 году, и ставший классикой лесбийской литературы. Браун также пишет в детективном жанре.

## Биография
Рита Мэй Браун родилась 28 ноября 1944 года в американском городе Гановере (штат Пенсильвания), выросла во Флориде. В 1962 году Браун поступила во Флоридский университет, откуда была исключена двумя годами позже за активное участие в гражданском движении за права черных (в те годы университет был расово сегрегирован). Позднее она переехала в Нью-Йорк и продолжила учёбу в Нью-Йоркском университете, где получила степень бакалавра в области английской и античной литературы. После окончания университета Браун продолжила обучение в Школе изобразительных искусств Нью-Йорка, где изучала кинематографию. Рита Мэй также получила докторскую степень по политологии в Институте политических исследований Вашингтона.

## Общественная деятельность
В конце 60-х годов Рита Мэй Браун активно занялась политикой. Была активистом американского Движения за гражданские права (1955—1968), пацифистского движения, движения за права геев и лесбиянок «Gay Liberation», а также феминистского движения, в частности, она входила в Национальную организацию женщин (National Organization for Women, основана в 1966 г.), откуда была вскоре исключена за то, что протестовала против антигеевской политики Бетти Фридан и призывала включить в повестку дня проблемы гомосексуальных женщин. Являлась соучредителем ЛГБТ-объединения «Student Homophile League», принимала активное участие в Стоунволлских бунтах в Нью-Йорке.
В начале 70-х совместно с другими основала феминистско-лесбийскую газету «The Furies Collective».

## Личная жизнь
Рита Мэй Браун состояла в партнерских отношениях с Фэнни Флэг (поздние 70-е) и Мартиной Навратиловой (с конца 1970-х годов до 1981).

## Творчество
Свою литературную деятельность Рита Мэй начала с поэзии. Она опубликовала два стихотворных сборника: «Рука, качающая камень» (англ. The Hand That Cradles the Rock, 1971) и «Стихи прекрасной женщине» (англ. Songs to a Handsome Woman, 1973).
Наибольшую известность ей принесли романы, в частности, роман 1973 года «Рубиновые джунгли», который разошелся тиражом более миллиона экземпляров. Среди других её произведений «Одного поля ягоды» (англ. Six of One, 1978), «Южное беспокойство» (англ. Southern Discomfort, 1982), «Внезапная смерть» (англ. Sudden Death, 1983), «Отважные сердца» (англ. High Hearts, 1986), «Зависть к Венере» (англ. Venus Envy , 1993) и др.
Она написала несколько сценариев к кинофильмам. Одним из наиболее успешных стал сценарий к мини-сериалу «Я люблю свободу» (англ. I Love Liberty, 1982), номинированный на премию Эмми в 1982 году. В 1985 году по сценарию Браун был снят телефильм «Длинное жаркое лето» (англ. The Long Hot Summer), также получивший номинации на Эмми.
В 1988 году Рита Мэй Браун написала эссе для начинающих писателей «Начиная с нуля: новый тип руководства для писателя» (англ. Starting from Scratch: A Different Kind of Writer's Manual).
В последние годы Рита Мэй Браун пишет романы поджанра уютный детектив, составляющие две большие серии: в одной «соавтором» писательницы выступает её кошка Хитрюга Пирожок Браун (Sneaky Pie Brown), и в этих книгах криминальные истории расследует кошка-сыщик миссис Мёрфи; в другой серии главным действующим лицом является Сестра Джейн Арнольд, возглавляющая сельский клуб охотников на лис.

## В популярной культуре
- Главная героиня фильма «Воспитание Риты» берёт имя Рита в честь Браун.
- В фильме «Привидение» героиня Вупи Голдберг, Ода Мэй Браун, говорит кассиру в банке, что её зовут Рита Миллер.